# Aroz
Aroz ist eine Gemeinde im französischen Département Haute-Saône in der Region Bourgogne-Franche-Comté.

## Geographie
Aroz liegt auf einer Höhe von 225 m über dem Meeresspiegel, sechs Kilometer südsüdöstlich von Scey-sur-Saône-et-Saint-Albin und etwa zwölf Kilometer westlich von Vesoul (Luftlinie). Das Dorf erstreckt sich im zentralen Teil des Departements, in der Talmulde des Ruisseau de Quette südlich des Saônetals, am Südrand des Bois des Minières. 
Die Fläche des 6,57 km² großen Gemeindegebiets umfasst einen Abschnitt im Bereich des oberen Saônebeckens. Der zentrale Teil des Gebietes wird von der Talmulde des Ruisseau de Quette eingenommen, der für die Entwässerung nach Westen zur Saône sorgt. Flankiert wird das Tal auf beiden Seiten von Hängen, die durch kleine Seitentälchen des Ruisseau de Quette untergliedert sind. Das angrenzende Plateau liegt durchschnittlich auf 240 m. Diese Hochfläche besteht aus einer Wechsellagerung von kalkigen und sandig-mergeligen Sedimenten der oberen Jurazeit. Die fruchtbaren Böden der Talniederung und der Plateaus werden überwiegend landwirtschaftlich genutzt. Nach Norden erstreckt sich das Gemeindeareal in das ausgedehnte Waldgebiet des Bois des Minières. Im Süden befinden sich die Hochflächen von Aroz. Mit 267 m wird hier die höchste Erhebung von Aroz erreicht.
Nachbargemeinden von Aroz sind Chassey-lès-Scey und Chemilly im Norden, Pontcey und Boursières im Osten, Clans und Raze im Süden sowie Traves und Bucey-lès-Traves im Westen.

## Geschichte
Das Gebiet war bereits in vorgeschichtlicher Zeit besiedelt, wovon ein Megalith, Pierre Percée zeugt. Erstmals urkundlich erwähnt wird Aroz im Jahr 1089. Im Mittelalter gehörte das Dorf zur Freigrafschaft Burgund und darin zum Gebiet des Bailliage d’Amont. Zusammen mit der Franche-Comté gelangte das Dorf mit dem Frieden von Nimwegen 1678 definitiv an Frankreich. Bei Aroz wurde bis 1850 Eisenerz abgebaut. Heute ist Aroz Mitglied des 22 Ortschaften umfassenden Gemeindeverbandes Communauté de communes des Combes.

## Sehenswürdigkeiten

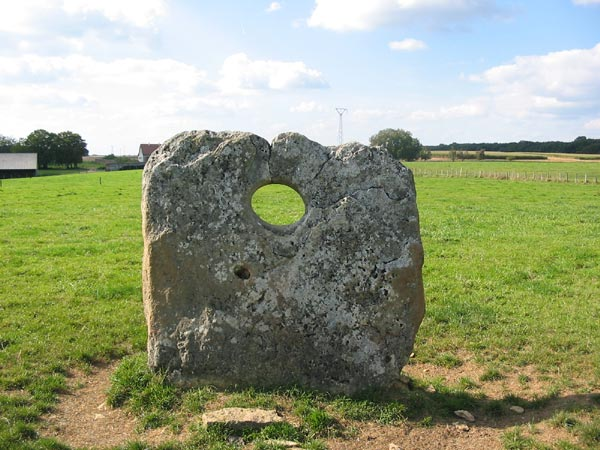
Pierre Percée von Aroz

Die Dorfkirche stammt aus dem 16. Jahrhundert und zeigt gotische Stilformen. Die Tour de la Dîme ist der Überrest eines Schlosses, das 1569 zerstört wurde. Zu den weiteren Sehenswürdigkeiten zählen das ehemalige Haus des Templerordens, ein Herrschaftssitz und ein Calvaire von 1622. Auf der Anhöhe nordöstlich des Dorfes steht die Pierre Percée, ein 1,8 m hoher Megalith, in den ein rundes Loch gehauen ist.

## Bevölkerung
| Jahr                       | 1962 | 1968 | 1975 | 1982 | 1990 | 1999 | 2006 | 2012 | 2022 |
| Einwohner                  | 103  | 101  | 116  | 141  | 158  | 151  | 150  | 162  | 143  |
| Quellen: Cassini und INSEE |      |      |      |      |      |      |      |      |      |

Mit 143 Einwohnern (1. Januar 2022) gehört Aroz zu den kleinen Gemeinden des Département Haute-Saône. Nachdem die Einwohnerzahl in der ersten Hälfte des 20. Jahrhunderts deutlich abgenommen hatte (1881 wurden noch 259 Personen gezählt), wurde seit Beginn der 1970er Jahre wieder ein leichtes Bevölkerungswachstum verzeichnet.

## Wirtschaft und Infrastruktur
Aroz war bis weit ins 20. Jahrhundert hinein ein vorwiegend durch die Landwirtschaft (Ackerbau, Obstbau und Viehzucht) und die Forstwirtschaft geprägtes Dorf. Heute gibt es einige Betriebe des lokalen Kleingewerbes. In den letzten Jahrzehnten hat sich das Dorf zu einer Wohngemeinde gewandelt. Viele Erwerbstätige sind deshalb Wegpendler, die in der Agglomeration Vesoul ihrer Arbeit nachgehen.
Der Ort liegt abseits der größeren Durchgangsachsen an einer Departementsstraße, die von Traves nach Boursières führt. Weitere Straßenverbindungen bestehen mit Pontcey und Raze.